# Peter Loughran
Pour les articles homonymes, voir Loughran.
Œuvres principales
- London-Express (1966)

Peter Loughran (Liverpool, 27 janvier 1938 - ) est un écrivain irlandais, surtout connu pour son roman noir London-Express, paru dans la Série noire.

## Biographie
D'origine irlandaise, Loughran grandit à Liverpool et songe un temps à embrasser le sacerdoce catholique, mais ne poursuit pas au-delà de sa première année d'études de prêtrise dans un prieuré du Hampshire.
Il exerce ensuite une foule de petits métiers avant de se lancer dans l'écriture.
London-Express, traduit en français en 1967, le fait connaître en France et laisse entrevoir un style qui amalgame les influences de Poe, Hawthorne et Graham Greene. Marcel Duhamel, directeur de la Série noire et traducteur du roman explique dans l'avant-propos que c'est « un ouvrage insaisissable, impossible à cataloguer ».

## Œuvre

### Romans
- The Train Ride : The Story of a Man with a One-Way Ticket (1966) Cartonné, publié par Secker & Warburg, 199 pages. Édition américaine : Doubleday, 216 pages, portrait de l'auteur au dos de la jaquette London-Express, Paris, Gallimard, coll. « Série noire » no 1136, 1967 ; réédition, Paris, Gallimard, coll. « Folio policier » no 236, 2001  (ISBN 2-07-042096-5)
- Dearest (1983) Cartonné, publié par Stein and Day Incorporated, 192 pages
- Jacqui (1984) Réédition en poche (chez Panther-Granada) de Dearest, augmentée d'un premier chapitre inédit. Redécoupage du roman : 11 chapitres au lieu de 16 pour Dearest, 192 pages Jacqui, Paris, Éditions Tusitala, 2018  (ISBN 979-10-92159-14-1) ; réédition, Paris, Points, coll. « Points policier » no 5097, 2019  (ISBN 978-2-7578-7457-8)
- The Third Beast (1990) Cartonné, publié par Scarborough House/Publishers, 165 pages